# ثناية

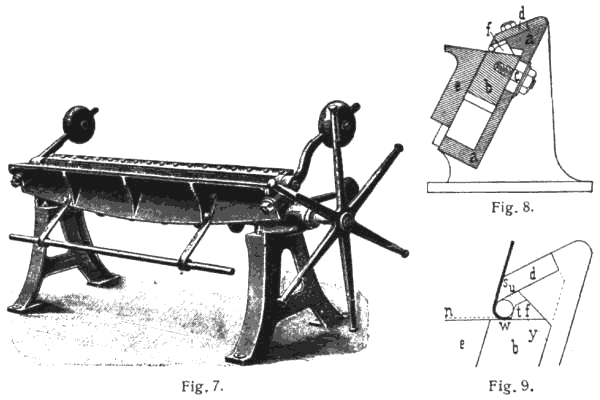
ثنَّاية منحنية مدفوعة يدويًا

ثنَّاية طنفية

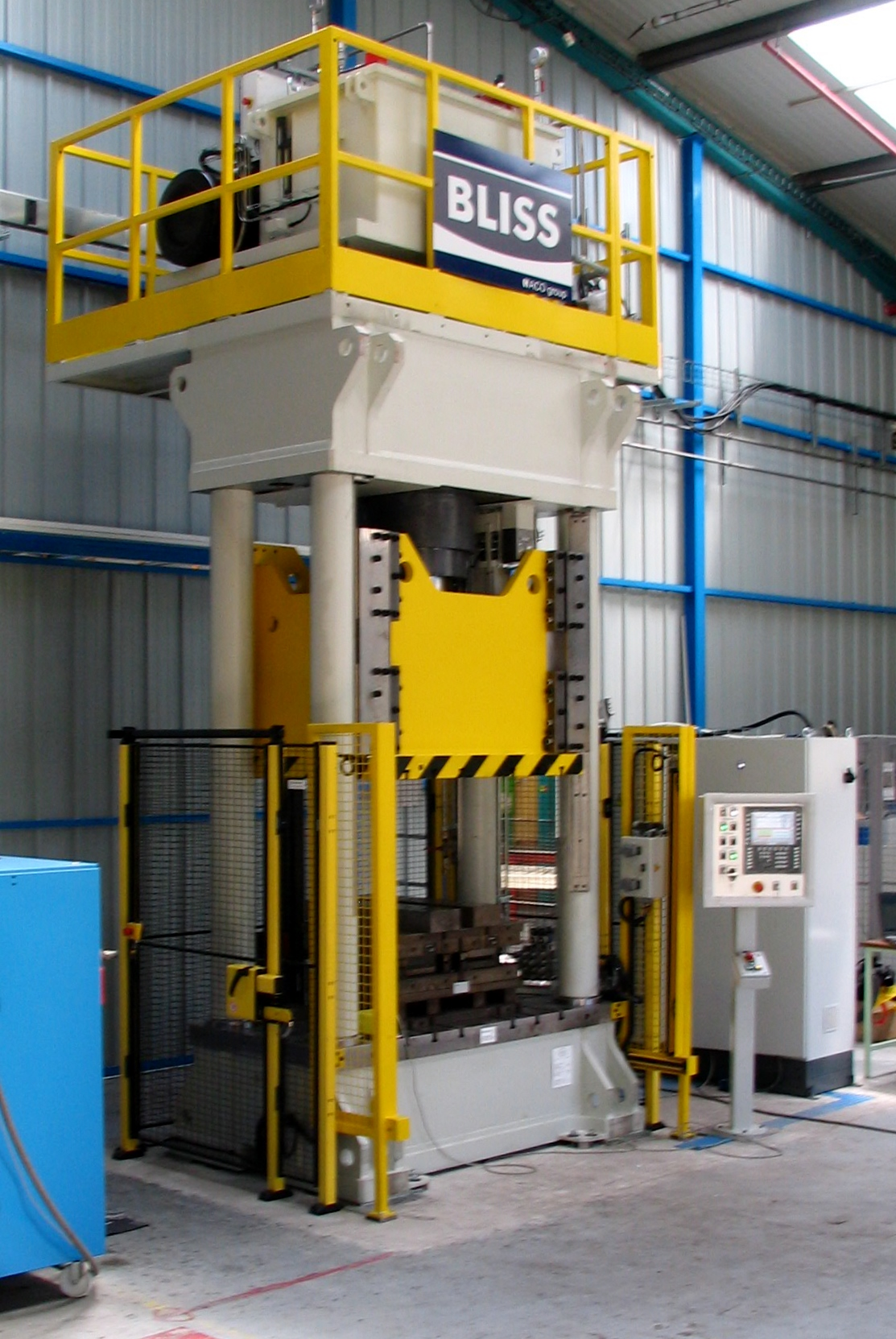
مكبس هيدروليكي - 400 طن

الثنَّاية آلة لتصنيع المعادن تتيح ثني الصفائح المعدنية . تسمح ثنَّاية الطُّنُفِيَّة أو الإفريزية فقط بالانحناءات والتجاعيد البسيطة، بينما تسمح ثنَّاية الصندوق والحوض أيضًا بتشكيل أشكال مربعة وحوض.

## الوصف
تتكون الثنَّاية من سطح مستو توضع عليه المادة، وقضيب تثبيت ينزل ويمسك المادة بقوة أثناء الانحناء. قد يكون إجراء التثبيت هذا يدويًا أو تلقائيًا أو يتم تشغيله باستخدام دواسة القدم. لوحة الآلة الأمامية، التي تشبه البوابة، مفصلية ويمكن رفعها، مما يجبر المادة الممتدة على حافة مستقيمة للانحناء لتتبع الصفيحة.
يمكن أن تكون الانحناءات لأي زاوية تصل إلى حد عملي يبلغ حوالي 120 درجة، أكثر إلى حد ما في حالة مجلد الشريط. إذا كانت المنطقة المراد ثنيها ضيقة بدرجة كافية، فيمكن إجراء منحنى أكثر حدة (على سبيل المثال، للحاشية) عن طريق إدخال الانحناء أسفل شريط التثبيت وخفضه.

### ثنَّاية الصندوق و الحوض
في ثنَّاية الصندوق والحوض (المعروفة أيضًا باسم ثنَّاية الإصبع)، يشتمل قضيب التثبيت على العديد من الكتل القابلة للإزالة، والتي يمكن إزالتها وإعادة ترتيبها للسماح بانحناء المناطق المحظورة من قطعة من الصفائح المعدنية أو جزئيًا بالفعل قطع مشكلة.
بعد الانحناء، تصبح الصفيحة المعدنية صندوقية أو حوضية الشكل يتم إنتهاء العمل منها بواسطة مسمار، لحام القصدير، لحام، برشام، أو غيرها من عملية تثبيت معدن.

### مطبق القضيب
هذه ثنَّاية مبسطة، وعادة ما تكون أصغر بكثير من ثنَّاية الطُّنُفية أو الثنَّاية العلوية. عادةً ما يقوم المقبض الفردي بتثبيت قطعة العمل و جعل الانحناء، بحركة واحدة، ولكن العمق عادة ما يكون أقل بكثير مما يمكن أن تتعامل معه الطنفية أو ثنَّاية الصندوق والحوض.

### ثنَّاية الضغط
ثناية ضغط أو مكبس ثني أداة أكثر تعقيدًا تشكل انحناءات محددة مسبقًا عن طريق تثبيت قطعة العمل بين المثقاب المطابق والقالب.

## الأحجام
تأتي الثنَّاية بأحجام مناسبة للألمنيوم الخفيف أو النحاس الأصفر للصناديق الصغيرة ويتم تشغيلها يدويًا، حتى الآلات ذات الحجم الصناعي والتي تعمل يدويًا أو الهيدروليكية المناسبة للصفائح الكبيرة من الفولاذ .